# Cartman's Mom Is a Dirty Slut
"Cartman's Mom Is a Dirty Slut" é o último episódio da primeira temporada da série de desenho animado estadunidense South Park, e o décimo terceiro da série em geral. Escrito e dirigido por Trey Parker, cocriador do seriado, foi transmitido originalmente em 25 de fevereiro de 1998 através do canal de televisão Comedy Central. O episódio é o mais visto em toda a série, com 6,4 milhões de telespectadores. O seu enredo foi dividido em dois episódios, sendo concluído em "Cartman's Mom Is Still a Dirty Slut". Este episódio centra-se em Eric Cartman, que demonstra uma grande curiosidade sobre a identidade de seu pai, ao descobrir que este é provavelmente um homem que teve relações sexuais com sua mãe durante um evento anual chamado The Drunken Barn Dance. Enquanto isso, seus amigos Stan, Kyle e Kenny participam do America's Funniest Home Videos, após filmaram Cartman se divertindo com seus brinquedos de pelúcia em seu quintal.
O episódio teve o comediante Jay Leno como convidado, que forneceu sons para o gato de Cartman, chamado Mr. Kitty. "Cartman's Mom is a Dirty Slut" teve um cliffhanger como término; a identidade do pai de Cartman foi destinada a ser revelada na estreia da segunda temporada, mas Parker e o cocriador Matt Stone escreveram um episódio de dia da mentira, levando os espectadores de South Park ao desespero. "Cartman's Mom is a Dirty Slut" foi recebido com opiniões positivas pelos críticos e foi eleito o melhor episódio da primeira temporada pelos fãs.

## Produção

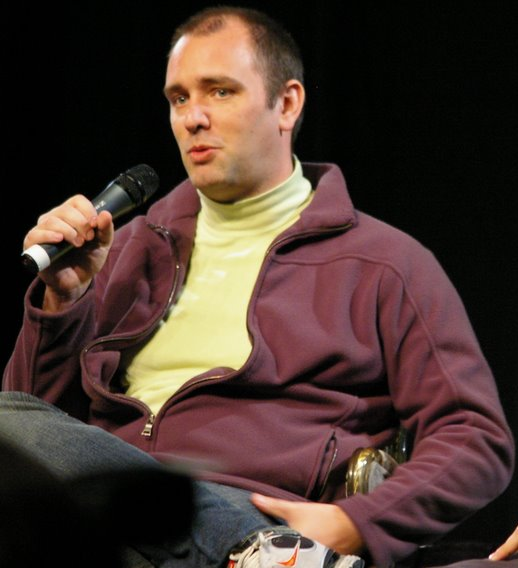
O enredo de "Cartman's Mom is a Dirty Slut" foi escrito por Trey Parker, que é um dos criadores de South Park.

"Cartman's Mom is a Dirty Slut" foi escrito por Trey Parker, cocriador da série, e pelo funcionário David R. Goodman, e dirigido por Parker. Em South Park, às vezes ocorrem participações de celebridades, mas elas normalmente fornecem voz ou som para um personagem de apoio ou menor; George Clooney, vencedor do Óscar, havia fornecido anteriormente o latido do cão para o episódio "Big Gay Al's Big Gay Boat Ride". Em "Cartman's Mom is a Dirty Slut", o comediante e apresentador de talk show Jay Leno forneceu os sons de Mr. Kitty, o gato de Cartman. Leno voltaria mais tarde dando voz a uma versão ficcional de si mesmo em "City on the Edge of Forever." Toddy Walters forneceu os vocais para a canção usada nas cenas do "The Drunken Barn Dance" (paródia de "My Heart Will Go On", canção tema de Titanic). Walters estava envolvida romanticamente com Parker no momento em que o episódio estava sendo produzido. Ela continuaria a escrever e cantar canções para a série ao longo da terceira temporada.
A história se concluiria com o primeiro episódio da segunda temporada, em 1 de abril de 1998, quatro semanas após a transmissão deste. No entanto, em vez de continuar o enredo do season finale, Parker e Matt Stone fizeram um episódio centrado nas personagens Terrance e Philip, em uma brincadeira de dia da mentira com os espectadores. Em uma semana, os fãs chateados escreveram mais de dois mil e-mails com queixas para o Comedy Central, e alguns meios de comunicação relataram que alguns fãs ainda estavam zangados com a série mais de cinco anos após a transmissão do episódio de dia da mentira.

## Enredo

Cartman aparece realizando uma festa do chá com seus brinquedos de pelúcia, ele é filmado por seus amigos e aparece no America's Funniest Home Videos.

Stan, Kyle e Kenny decidem verificar o motivo das recentes ausências escolares de Cartman e descobrem que o garoto está realizando uma festa do chá para seus brinquedos de pelúcia. O conselheiro da escola, o Sr. Mackey, os orienta a fazer um vídeo do comportamento de Cartman para que ele possa analisar e estudar psicologicamente.
Posteriormente, Cartman questiona sua mãe Liane sobre a identidade de seu pai. Ela explica que o pai dele é um cacique nativo americano chamado Água Corrente, e que ela o conheceu na décima segunda edição do evento anual "Dança do Celeiro Embriagado." No entanto, o cacique informa ao garoto que sua mãe o deixou para ter relações sexuais com Chef, entretanto, o cozinheiro informa que foi trocado pelo Sr. Garrison. Este último admite ter tido relações sexuais com a senhorita Cartman durante o evento, mas questiona quem não teve, os demais personagens não se manifestam e trocam olhares culpados. Dr. Mephesto se demonstra disposto a realizar testes de DNA para resolver o problema de Cartman, mas exige uma quantia de três mil dólares.
Enquanto isso, Kyle, Stan e Kenny assistem o America's Stupidest Home Videos; eles descobrem que o vídeo caseiro mais estúpido seria premiado com dez mil dólares, e decidem entrar na competição com o vídeo requirido pelo Sr. Mackey. Cartman se aproxima de Kyle e Stan com a notícia que precisa de uma alta quantia em dinheiro para descobrir a identidade de seu pai, ambos concordam em dar o valor necessário para realizar os testes se eles ganharem o prêmio do programa. O prêmio máximo é conquistado pelo avô de Stan. Porém, os finalistas recebem um prêmio de três mil dólares. Posteriormente, Dr. Mephesto convoca os potenciais pais de Cartman (incluindo o elenco de 1989 do Denver Broncos). O episódio se encerra com o narrador revelando a continuidade do enredo.

## Tema
Tom Carson, crítico de televisão do Newsday, afirmou que sentiu que o episódio foi "uma história muito melancólica sobre o desejo de almejar alguma coisa, qualquer coisa, para se apegar", conforme Cartman tenta se adaptar a cultura de cada homem que ele acredita ser seu pai. Jeffrey Andrew Weinstock, autor do livro Taking South Park Seriously, também sentiu que o episódio foi um bom exemplo de uma "espécie de equivalência entre identidades étnicas, raciais e sexuais", mas sentiu que "o humor reside em parte na satirização dos estereótipos da cultura de massa de nativos americanos e afro-americanos." Em seu livro American politics and society today, Robert Singh observou que o episódio dá o exemplo mais proeminente de como o comportamento rude de Cartman é o resultado de ter sido criado sem um pai. A última observação está correlacionada com uma teoria de Paul Cantor, autor do livro The Simpsons: Atomistic Politics and the Nuclear Family, sobre Homer Simpson; personagem da série estadunidense Os Simpsons, que "apesar do seu comportamento disfuncional e formas educacionais errantes, a sua presença de um pai zeloso e anexado pode fornecer uma influência significativa em seus filhos."

## Lançamento e recepção
O episódio estreou nos Estados Unidos através do canal Comedy Central em 25 de fevereiro de 1998. Ele recebeu uma média de oito pontos no Nielsen Ratings. No Canadá, o episódio foi exibido pelo The Comedy Channel em 20 de agosto de 1998, sendo este o último episódio de uma maratona de três semanas de South Park exibida pelo canal. Um pouco mais de trezentos mil espectadores assistiram ao episódio, um recorde para o canal. A maratona completa de três semanas foi assistida por uma média de 186.307 espectadores por minuto por dia.
Após a primeira transmissão nos Estados Unidos, "Cartman's Mom is a Dirty Slut" recebeu criticas positivas por parte da crítica especializada. Escrevendo para o The Vancouver Sun, Brian Lowry e Alex Strachan classificaram "Cartman's Mom is a Dirty Slut", assim como "Damien", "Mecha Streisand" e "Mr. Hankey, the Christmas Poo", como "episódios clássicos" da primeira temporada, comentando que "Cartman's Mom is a Dirty Slut" foi "um episódio emocionante e terno." Carson também elogiou o episódio por suas "hilariantes piadas de sexo." Em uma lista dos dez melhores episódios de  South Park , compilados por Allan Johnson, repórter do Chicago Tribune, "Cartman's Mom is a Dirty Slut" ficou em terceiro lugar, atrás apenas de "Osama bin Laden Has Farty Pants" e "Mr. Hankey, the Christmas Poo".
Em 27 de abril de 1999, "Cartman's Mom is a Dirty Slut" foi lançado no VHS South Park: Volume 7, que também continha "Cartman's Mom is Still a Dirty Slut", em uma terceira série de home videos. O volume 7 foi vendido juntamente com o seguinte, que continha "Chickenlover" e "Ike's Wee Wee", e o volume 9, que continha "Conjoined Fetus Lady" e "The Mexican Staring Frog of Southern Sri Lanka." Em 12 de novembro de 2002, todos os treze episódios da primeira temporada foram lançados em um DVD em formato de box set. Parker e Stone gravaram comentários para cada episódio, mas estes não foram incluídos nos DVDs devido ao "baixo nível" de algumas das declarações; recusando permitir que os comentários fossem censurados ou editados, eles foram lançados em um CD separado.